# Гащенко Павло Петрович

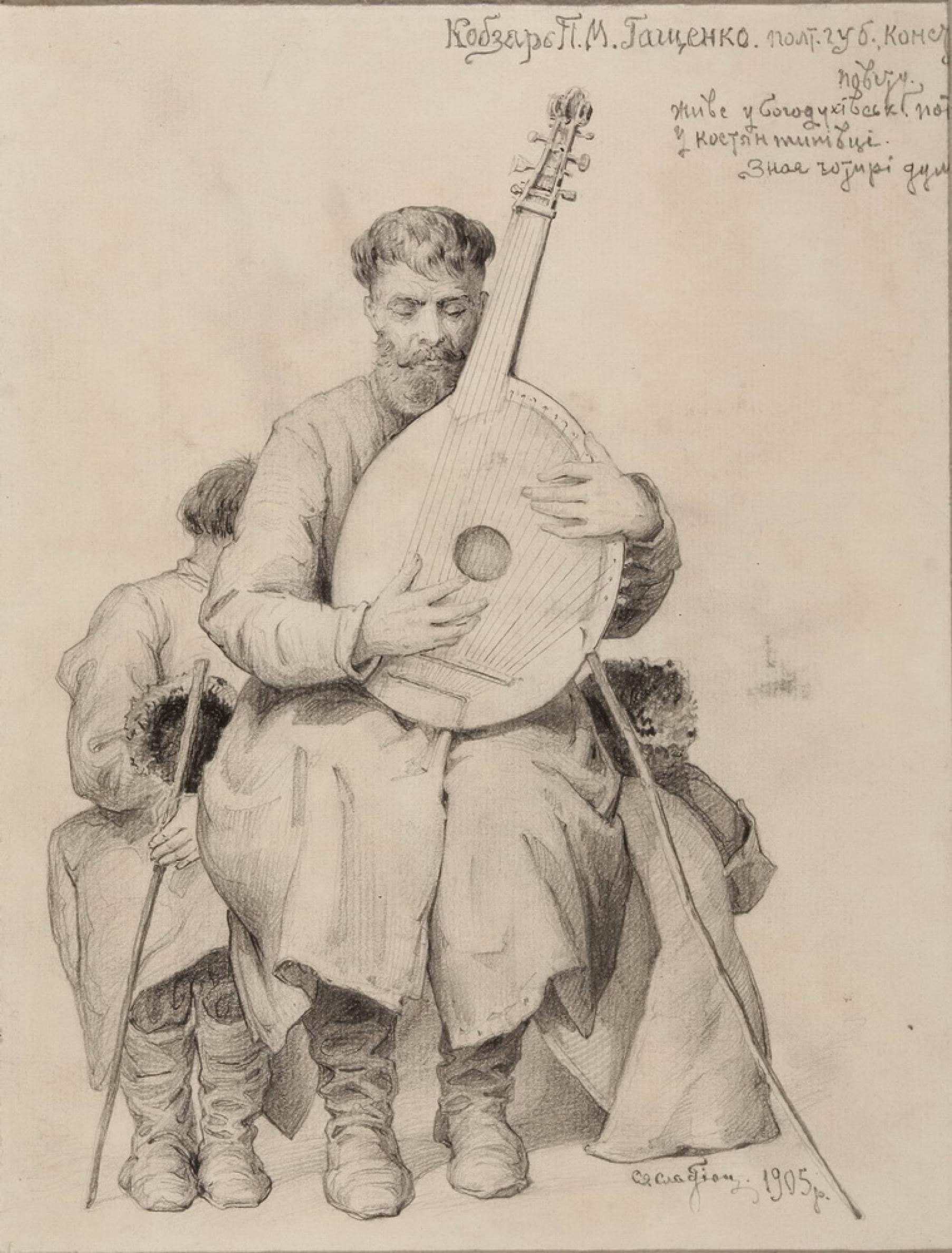
Гащенко Павло, 1905

Га́щенко Павло́ Михайлович (* ? — † 1933) — визначний кобзар і лірник «харківської школи», побратим Степана Пасюги. Народився в с. Костянтинівці Краснокутського повіту. Знав 6 дум.

## Життєпис
Втратив зір в 11 років, перехворівши віспою. На батьківщині, у користувався величезним авторитетом. Його часто запрошували на громадські заходи, весілля, похорони, сімейні урочистості. Кобзарював переважно у Богодухівському і Краснокутському повітах, нерідко заходив і до Харкова. Бачили його на Полтавщині і Чернігівщині.
Перебував у родинних стосунках із Кучугурою-Кучеренком, що був одруженим з його молодшою сестрою. За часів радянської влади зазнав переслідувань.
Помер від голоду в 1933 році. Похований у рідній Костянтинівці. Опанас Сластьон зробив портретну замальовку співця.

## Виступи
Найвизначнішими були виступи:
- на концерт під час ХІІ Археологічного з'їзду в Харкові (1902);
- у Катеринославському історичному музеї (1911);
- у Вовчанську Харківської губернії (1914),
- у Харкові (1924).

## Учні
- Іван Іович Кучугура-Кучеренко;
- Макар Тимофійович Христенко;
- Нестір Колісник.
- Мирон Якович Фесенко з с. Олександрівка

## Колеги
Навчався і співпрацював з наступними бандуристами:
- Степан Пасюга;
- Дмитро Троченко;
- Стефан Бідило;
- Хведір Вовк.